# می‌دونم (ترانه کانی)
«می‌دونم» (به انگلیسی: I Know) نخستین تک‌آهنگ از رپر و خوانندهٔ آمریکایی کانی می‌باشد که توسط سکونا تهیه شده‌است. این ترانه در ۱۰ مارس سال ۲۰۲۳ از سوی مسکد و وارنر رکوردز منتشر گردید. این اثر تک‌آهنگ اصلی ئی‌پی کانی تحت عنوان خروج می‌باشد. نسخه‌ای از این قطعه با تهیه‌کنندگی PR1SVX نیز منتشر شده که در نسخهٔ دیجیتال آلبوم قابل دسترس است. اولین ردپای این ترانه در جدول ترانه‌های برتر رقص/الکترونیک آمریکا، در جایگاهٔ ۹۵ نقش بست.  «می‌دونم» از طریق پلتفرم‌هایی نظیر تیک‌تاک مورد توجه قرار گرفت.